# Jaroslav Polášek
Jaroslav Polášek (30. března 1957 Praha) je mezinárodní šachový mistr (IM), tvůrce šachových koncovek a studií, autor několika šachových programů a mezinárodní rozhodčí FIDE pro šachové studie.

## Život
Jaroslav Polášek složil maturitní zkoušku na Gymnáziu Wilhelma Piecka v Praze 2 na Vinohradech v roce 1976. Na gymnáziu studoval (v letech 1972 až 1976) ve třídě s rozšířenou výukou a specializací na matematiku a fyziku. Jeho spolužáky byli:
- Václav Kotěšovec – český tvůrce šachových úloh a historik kompozičního šachu a
- Vladimír Daněk – hráč a učitel deskové hry go, několikanásobný mistr České republiky a čestný předseda České asociace go.

První šachové studie uveřejnil Jaroslav Polášek ve Svobodném slově v roce 1973 a od těch dob publikoval více než 250 šachových studií, za které získal přes 80 vyznamenání. Opravuje a zdokonaluje šachové studie ostatních autorů a výsledky své práce prezentuje v časopise „Československý šach“ v rubrice „Koncovky a studie“. V časopise „Šachová skladba“ je redaktorem části, která se zabývá šachovými studiemi. Od roku 2017 vede rubriku „Quality control“ v časopise „EG“, který se zabývá rovněž šachovými studiemi.
Je autorem několika šachových programů a od roku 2012 je mezinárodním rozhodčím FIDE pro šachové studie. Uveřejnil řadu odborných článků pojednávajících o tvorbě šachových studií.
V roce 2012 zveřejnil (ve Zpravodaji Československého sdružení uživatelů TeXu) odborný článek s názvem „Jak se sází Československý šach“, ve kterém stručně popsal svůj přístup k počítačové sazbě tohoto časopisu, vývoj programového vybavení a konverzních metod do TeXu pro počítačovou sazbu tohoto časopisu.
Jaroslav Polášek je jedním z trojice autorů programového díla HLUK+, kde se zabýval analýzou, algoritmy, rozhraním Win32 a tvorbou dokumentace.
V období od října 2016 do září 2017 uspořádal Šachový svaz České republiky ve spolupráci s časopisem Československý šach velký mezinárodní turnaj ve skládání šachových studií u příležitosti šedesátin IM Mgr. Jaroslava Poláška a Ing. Emila Vlasáka (* 1956). Polášek i Vlasák jsou přední čeští skladatelé šachových studií a oba jsou také držiteli titulu mezinárodní rozhodčí FIDE pro šachovou kompozici.
Na šachovém mistrovství Evropy seniorů, které se konalo od 29. srpna 2021 do 8. září 2021, v kategorii nad 50 let (kategorie 50+) se Jaroslav Polášek umístil na prvním místě (zlatá medaile) v českém družstvu (společně se Zbyňkem Hráčkem (kapitán týmu), Markem Vokáčem, Petrem Hábou a Michalem Konopkou).
Jaroslav Polášek žije v Praze, je ženatý (manželka Marie) a má tři děti (Petr, Ferdinand, Anna).